# Blood Brothers (Bruce Springsteen e E Street Band)
Blood Brothers è un EP di Bruce Springsteen con la E Street Band, pubblicato dalla Columbia Records nel 1996.
Il disco uscì inizialmente allegato all'home video che conteneva il documentario omonimo diretto da Ernie Fritz e dedicato alla momentanea reunion della E Street Band avvenuta all'inizio del 1995 quando Springsteen richiamò il suo gruppo per registrare un gruppetto di canzoni da inserire come inediti nella sua prima raccolta di successi Greatest Hits. Nell'occasione furono incise diverse canzoni e quattro di queste furono inserite nella compilation: Secret Garden, Murder Incorporated, Blood Brothers e This Hard Land. In questo EP, il primo disco attribuito a Bruce Springsteen and the E Street Band dai tempi del quintuplo Live/1975-85, furono incluse versioni diverse di Blood Brothers e di Secret Garden, una versione dal vivo di Murder Incorporated (canzone originariamente registrata e poi scartata da Born in the U.S.A.), e due nuove canzoni, Without You e High Hopes, cover di un brano di Tim Scott.

## Tracce
1. Blood Brothers (Alternate version) - (Bruce Springsteen)  – 4:04
2. High Hopes - (Tim Scott McConnell)  – 4:30
3. Murder Incorporated (Live from Tramps) - (Bruce Springsteen)  – 5:51
4. Secret Garden (With strings) - (Bruce Springsteen)  – 4:38
5. Without You - (Bruce Springsteen)  – 3:58

## Formazione
E Street Band
- Bruce Springsteen - voce, chitarra, armonica a bocca
- Roy Bittan - pianoforte, tastiere
- Clarence Clemons - sassofono, percussioni
- Danny Federici - organo, tastiere
- Nils Lofgren - chitarra elettrica
- Patti Scialfa - cori
- Garry Tallent - basso
- Steven Van Zandt - chitarra acustica, mandolino
- Max Weinberg - batteria

Altri musicisti
- David Kahne - arrangiamento degli archi e sintetizzatore in Secret Garden
- Lisa Lowell - cori in High Hopes
- Frank Pagano - percussioni in High Hopes, cori in  Without You
- Chuck Plotkin - cori in Without You
- Soozie Tyrell - cori in High Hopes

## Edizioni
- 1996 – CD, Columbia Records XPCD 2104